# Alpes Maritimae
Alpes Maritimae (lateinisch „Meeresnahe Alpen“) war eine Römische Provinz.
Sie erstreckte sich von der Mittelmeerküste zwischen dem heutigen Nizza und Monaco weit ins Landesinnere hinein. Der Unterlauf des Varus (Var) war Grenzfluss im Westen, die Quellen des Po gehörten im Norden noch dazu, ebenso wie der Osthang des Caenia Mons (Mont Pelat, 3053 m) und der Südhang des Vesulus Mons (Monte Viso, 3841 m).
Alpes Maritimae wurde nach der römischen Unterwerfung ligurischer Stämme im Sommer 14 v. Chr. unter der Verwaltung eines ritterlichen Präfekten eingerichtet. 63 n. Chr. erhielt die Provinz das latinische Recht. Fortan übte ein Prokurator (praeses) die administrative Macht aus. Unter Diokletian wurde das Gebiet um Teile von Gallia Narbonensis und Alpes Cottiae erweitert und der Dioecesis Septem Provinciarum zugeteilt.

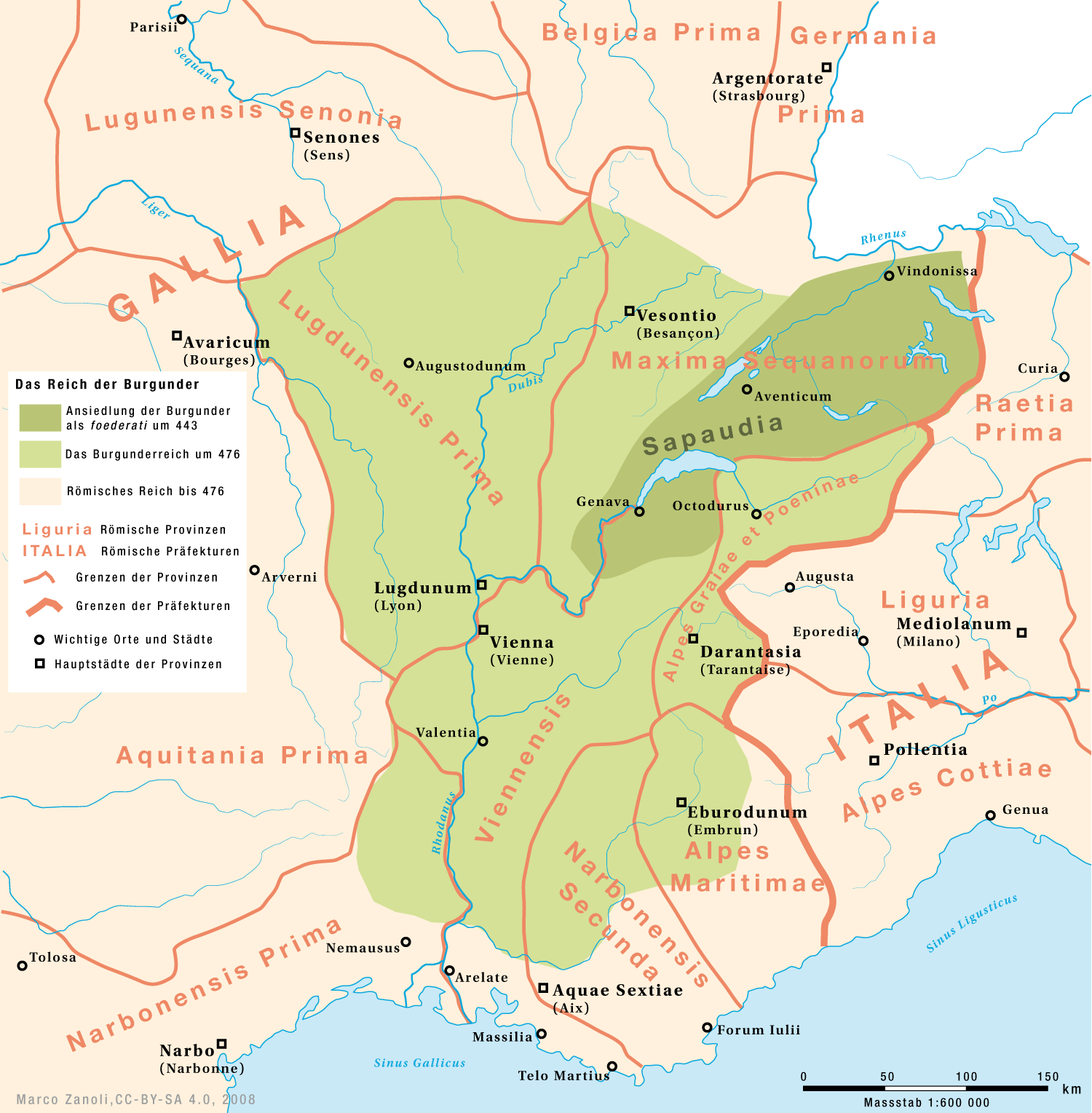
Römische Provinzen in den Westalpen und das Burgunderreich in der Spätantike
Römische Provinzen unter Trajan (117 n. Chr.)

Wesentliche Orte der Provinz waren:
- Nicaea (Nizza)
- Cemenelum (Cimiez, heute Teil Nizzas)
- Portus Herculis Monoeci (Monaco)